# Xanthoparmelia maculodecipiens
Xanthoparmelia maculodecipiens är en lavart som beskrevs av Elix. Xanthoparmelia maculodecipiens ingår i släktet Xanthoparmelia och familjen Parmeliaceae.   Inga underarter finns listade i Catalogue of Life.